# Paweł Dąbski-Nerlich

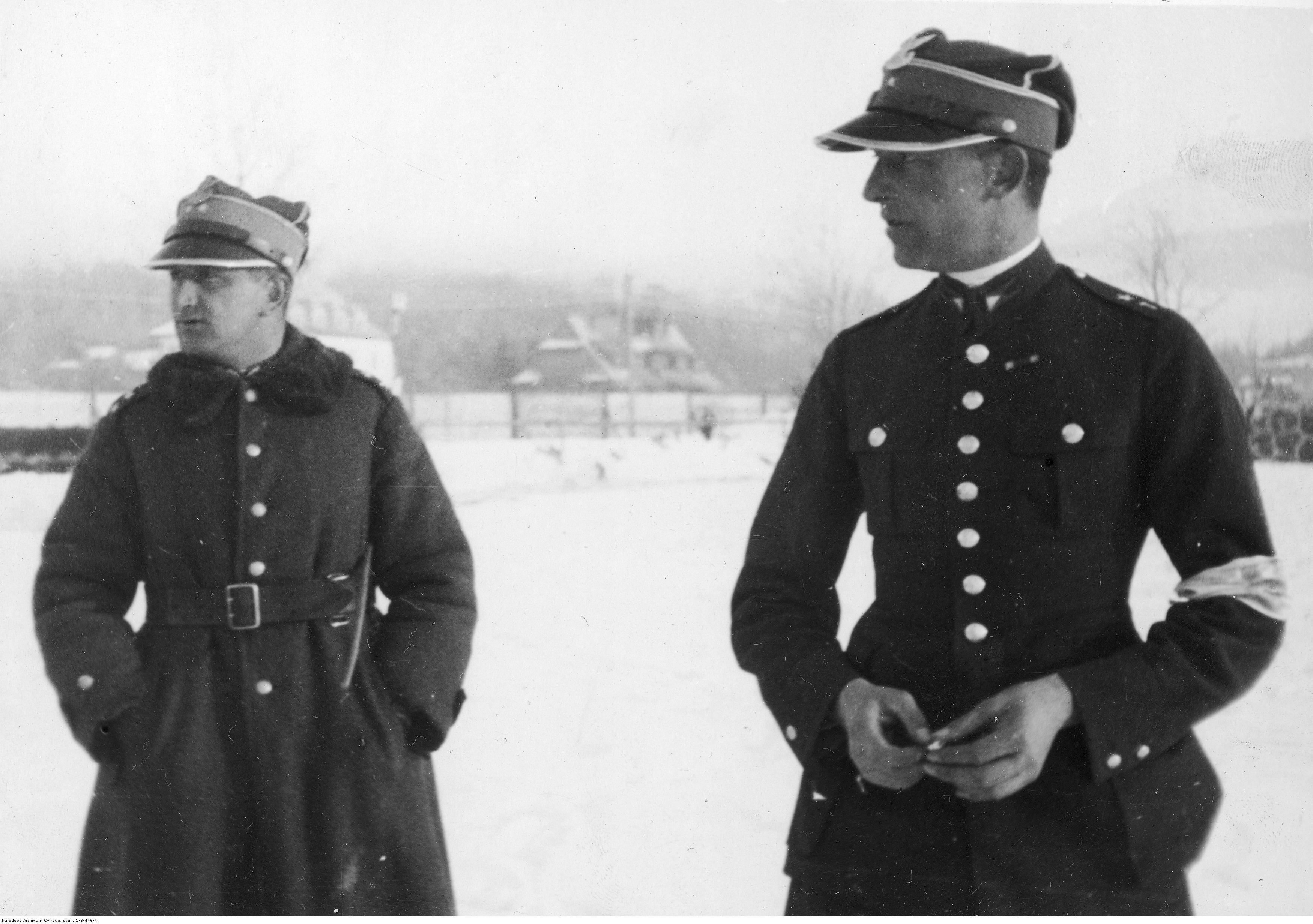
Zawody konne w Zakopanem - kpt. Franciszek Mrowec (z lewej) i por. Paweł Dąbski-Nerlich (z prawej); styczeń 1932.

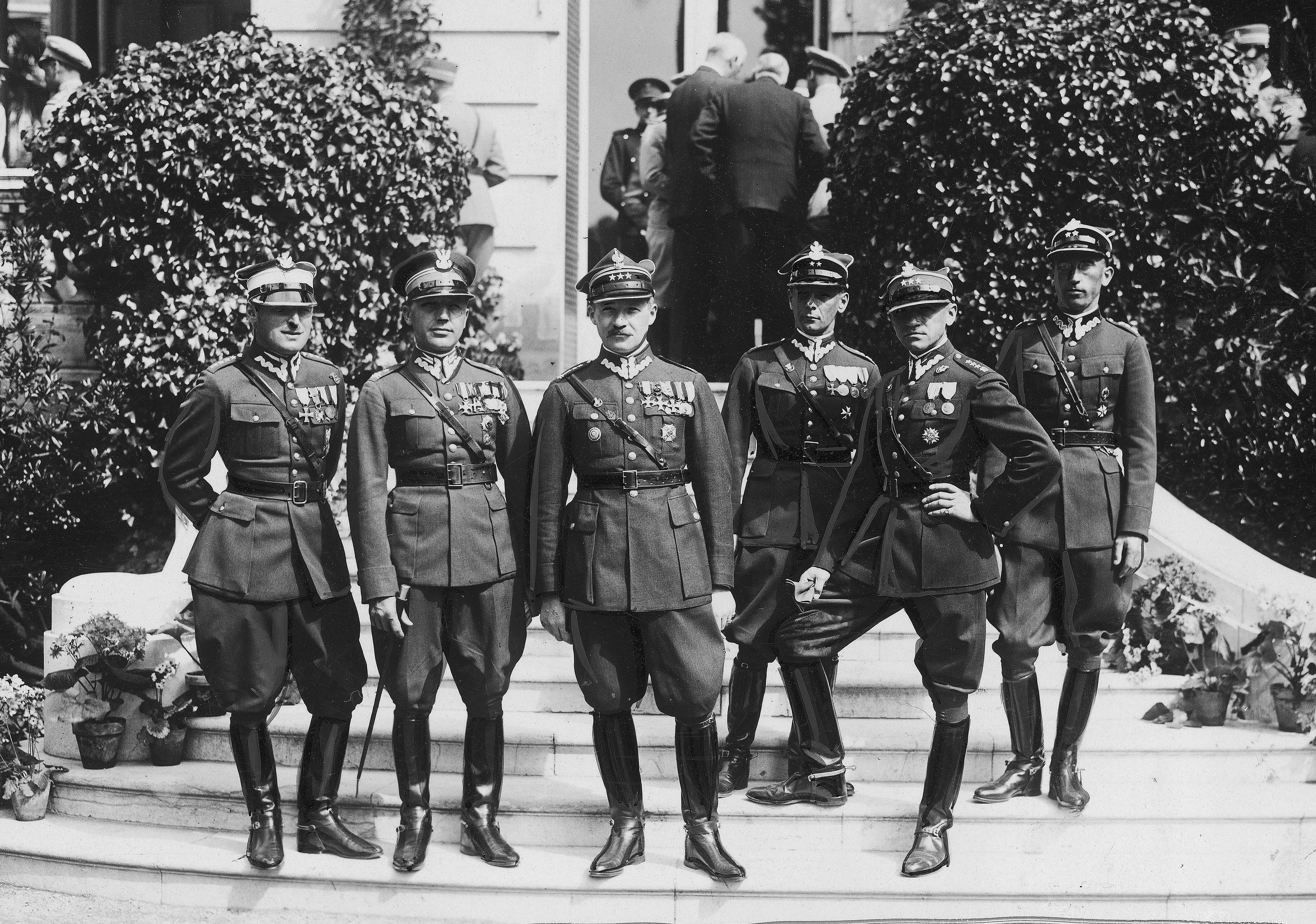
Międzynarodowy Konkurs Hippiczny w Nicei – ekipa polska. Por. Paweł Dąbski-Nerlich trzeci od prawej; kwiecień 1933

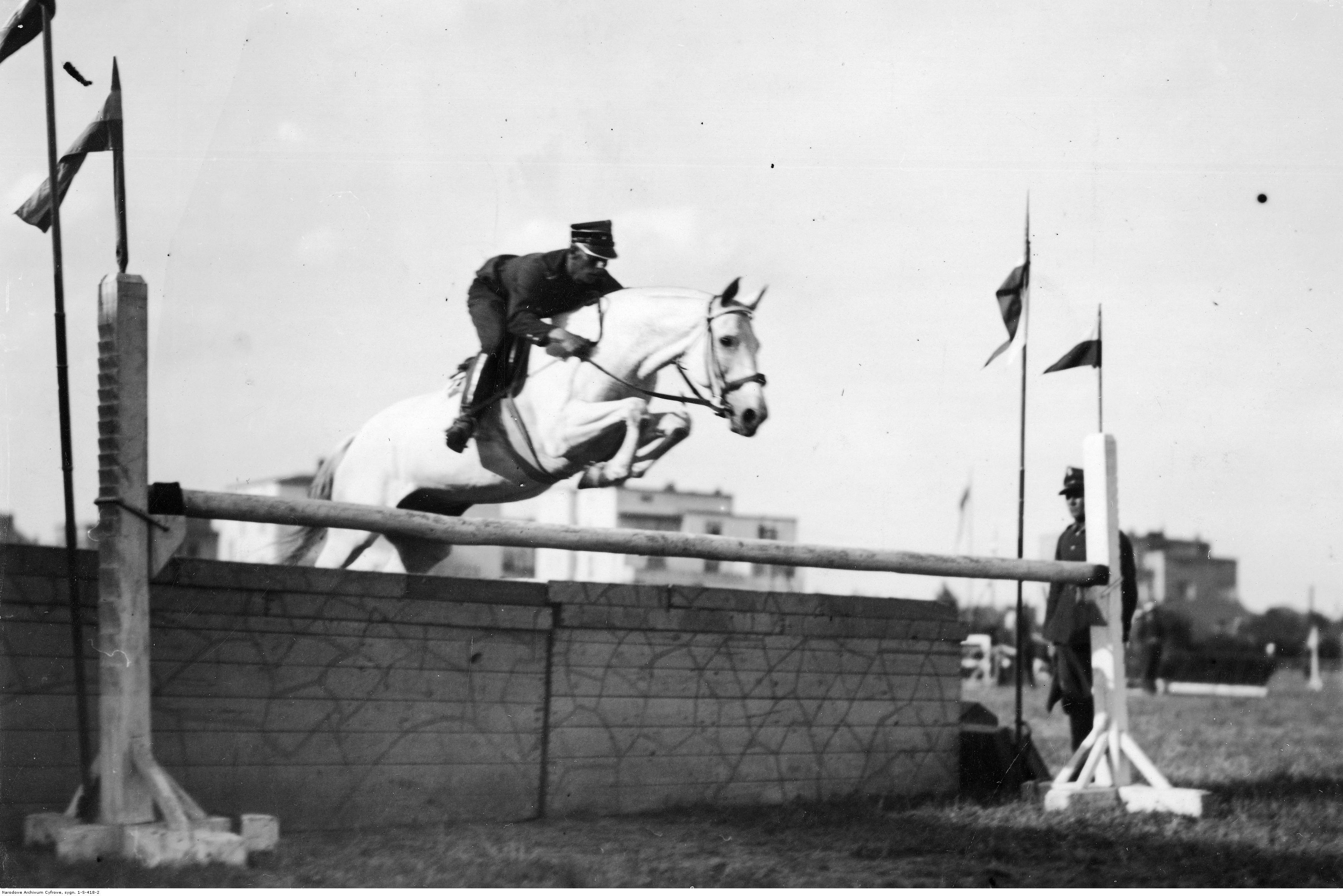
Zawody jeździeckie w Poznaniu – Paweł Dąbski-Nerlich na koniu Przybysz; lipiec 1936

Paweł Julian Dąbski-Nerlich (ur. 29 kwietnia 1899 w Międzyrzecu Podlaskim, zm. 21 stycznia 1983 w Wielkiej Brytanii) – oficer Wojska Polskiego, kawalerzysta.

## Życiorys
Był najmłodszym synem Romana Samuela Juliana (1848–1907), radcy stanu, lekarza medycyny, generała armii carskiej w korpusie medycznym, i Marii Olimpii Antoniny z Gembickich, pianistki koncertowej. Związki ojca w wojskiem spowodowały, iż przed Pawłem Julianem otworem stanęła możliwość kształcenia w uczelniach wojskowych. Wstąpił do Szkoły Kadetów w Pskowie, w której rozpoczął karierę sportową, tym razem jeszcze w szermierce, zdobywając w 1917 r. mistrzostwo Korpusu. Wojskową edukację kontynuuje wstępując w czerwcu 1917 r. do Michajłowskiej Szkoły Artylerii w Petersburgu. Nauka ta przerwana została wybuchem rewolucji bolszewickiej, w wyniku której uczelnia została rozwiązana. Młody podchorąży Paweł Dąbski-Nerlich udał się w grudniu 1917 r. do Bobrujska, gdzie wstąpił do I Korpusu Polskiego pod dowództwem gen. Dowbor-Muśnickiego. Otrzymał przydział do 1 baterii 1 dywizjonu artylerii konnej Korpusu, w którym służył do czerwca 1918 r. Dzień odzyskania niepodległości zastał go w Siedlcach, gdzie brał udział w rozbrajaniu Niemców. Jego dalsza kariera wojskowa nieodłącznie była związana z artylerią konną. W 1920 roku awansowany do stopnia porucznika, a od 1921 roku rozpoczął służbę w 7 dywizjonie artylerii konnej wielkopolskiej, w którym związany był nieprzerwanie do września 1939 r., pełniąc kolejno funkcje młodszego oficera baterii, dowódcy baterii, adiutanta, kwatermistrza, drugiego zastępcy dowódcy, oficera zwiadowczego. Za wojnę roku 1920–1921 został odznaczony Krzyżem Walecznych.
Służba w 7 dak to czas osiągnięć sportowych Pawła Dąbskiego-Nerlicha. Był jednym z najlepszych polskich jeźdźców, wielokrotnie zdobywał czołowe lokaty w masowo organizowanych w okresie międzywojennym konkursach hippicznych. Pierwszym znaczącym sukcesem było zdobycie w 1927 r. na koniu „Bohun” tytułu Konnego Mistrza Wojska Polskiego na Centralnych Zawodach Konnych o Mistrzostwo Wojsk Polskich w Warszawie. W roku następnym był członkiem ekipy 7 dak, która zdobyła tytuł II Wicemistrza Armii na Dorocznych Zawodach Konnych o Mistrzostwo Armii w Warszawie. W 1930 r. reprezentował na „Mistrzu” Polskę w Pucharze Narodów rozgrywanym w Łazienkach i zajął ex aequo II i IV miejsce (wraz z A. Królikiewiczem i H. Roycewiczem). W 1932 r. ustanawia w Warszawie na „Polusiu” rekord Polski w skoku na wysokość, osiągając 193 cm. (w dwa lata później, ponownie na „Polusiu” poprawi tenże rekord o 2 cm). W tym samym konkursie, osiąga wraz z „Regentem” wysokość 185 cm, zajmując trzecie miejsce. Jesienią tego samego roku, dosiadając „Nero”, zostaje II wicemistrzem Polski w skokach przez przeszkody. Był członkiem ekipy olimpijskiej przygotowującej się do startów na Igrzyskach Olimpijskich w Los Angeles, w których Polacy ostatecznie nie wzięli udziału. Rok 1933 przyniósł starty polskiej ekipy w Nicei i Rzymie, w skład której wchodzi również por. Paweł Dąbski-Nerlich wraz z „Nero” i „Polusiem”. W latach 1933–1934 był zawodnikiem Grupy Sportu Konnego w Centrum Wyszkolenia Kawalerii w Grudziądzu skupiającej czołowych polskich jeźdźców. Jesienią 1935 r. jako członek ekipy 7 dak przyczynia się do zdobycia po raz trzeci Pucharu Artylerii Konnej. W 1936 r. był pierwszym Polakiem na międzynarodowych zawodach hippicznych w Łazienkach. Swoją jeździecką pasję dzielił ze swoją małżonką, Heleną z Mieczkowskich h. Bończa (1901–1978), którą poznał podczas jednego z konkursów jeździeckich. Ze związku tego urodził się w 1933 roku jego jedyny syn Roman.
Wybuch II wojny światowej zastał go w stopniu kapitana, w szeregach macierzystego 7 dywizjonu artylerii konnej. Przeszedł wraz z nim cały szlak bojowy, począwszy od Wielkopolski aż po Warszawę. Paweł Dąbski-Nerlich uratował sztandar 7 dak, kiedy to 20 września 1939 r., w sytuacji poważnego zagrożenia otoczonych przez hitlerowców w Puszczy Kampinoskiej baterii 7 dak, odłączył płat sztandaru od drzewca i ukryty pod mundurem dostarczył do Warszawy, gdzie w ukryciu przetrwał wojnę. Obecnie, sztandar ten podziwiać można w Muzeum Wojska Polskiego w Warszawie, a jego kopię, przekazaną w dniu 2 czerwca 1981 r. przez delegację żołnierzy 7 dak z płk. Dąbskim-Nerlichem na czele, w Wielkopolskim Muzeum Wojskowym w Poznaniu.
Po kapitulacji, kpt. Dąbski, odmówiwszy pójścia do niewoli, uzyskał zgodę dowódcy na przejście do konspiracji i 25 grudnia 1939 r. przedostał się na Węgry, by w marcu 1940 r. stawić się we Francji w obozie w Coetquidam. Po klęsce Francji przedostał się do Anglii, gdzie przydzielono go do 3 pułku artylerii lekkiej w Crawford, po czym został przeniesiony na Bliski Wschód, gdzie od 1 sierpnia 1942 r. objął dowództwo II dywizjonu 2 pułku artylerii lekkiej w Palestynie, z którym 6 października 1942 r. wyjechał do Iraku. Z pułkiem tym, poprzez Egipt dotarł do Włoch, gdzie od lutego 1944 r. brał udział w walkach. Wcześniej, 1 marca 1943 r. został awansowany do stopnia majora. Pod Monte Cassino, z dniem 1 maja 1944 r. objął stanowisko zastępcy dowódcy 2 pal, po czym został przeniesiony do 1 Karpackiego pal, jako zastępca dowódcy. W sierpniu 1946 r. wrócił do Anglii. Za walki we wrześniu 1939 r. i kampanię włoską, został odznaczony Orderem Wojennym Virtuti Militari, Krzyżem Walecznych oraz szeregiem innych odznaczeń, zarówno polskich, jak i zagranicznych.
Po demobilizacji, z braku środków do życia, był zmuszony podjąć pracę fizyczną w przemyśle, mając na utrzymaniu sprowadzonych z zajętej przez Armię Czerwoną ojczyzny żonę i syna. Zaangażował się energicznie w działalność środowisk kombatanckich. Regularnie bywał na organizowanych w Poznaniu zjazdach byłych żołnierzy 7 dak. Był najstarszym, żyjącym oficerem dywizjonu, spontanicznie uznanym przez byłych żołnierzy 7 dak za „głowę rodziny”. U schyłku życia stan jego zdrowia uległ znacznemu pogorszeniu, co doprowadziło do nagłej śmierci w dniu 21 stycznia 1983 r. Pół roku później, w dniu 6 czerwca 1983 r., zgodnie z wcześniejszym życzeniem, prochy płk. Pawła Dąbskiego-Nerlicha zostały złożone obok zmarłej wcześniej małżonki, na cmentarzu w Srebrnej Górze w Wielkopolsce, rodzinnym majątku rodziny Mieczkowskich.

## Ordery i odznaczenia
- Krzyż Srebrny Orderu Virtuti Militari nr 11315
- Krzyż Walecznych (dwukrotnie)
- Medal Wojska
- Złoty Krzyż Zasługi
- Srebrny Krzyż Zasługi (22 maja 1939)[3]
- Krzyż Pamiątkowy Monte Cassino
- Medal Pamiątkowy za Wojnę 1918–1921
- Medal Dziesięciolecia Odzyskanej Niepodległości
- Srebrny Medal za Długoletnią Służbę
- Brązowy Medal za Długoletnią Służbę
- Gwiazda za Wojnę 1939–1945 (Wielka Brytania)
- Gwiazda Italii (Wielka Brytania)
- Medal Wojny 1939–1945 (Wielka Brytania)
- Medal Obrony (Wielka Brytania)
- Medal Zwycięstwa (Médaille Interalliée)